# Nombre de Dios (Panama)
Koordinaten: 9° 35′ N, 79° 28′ W

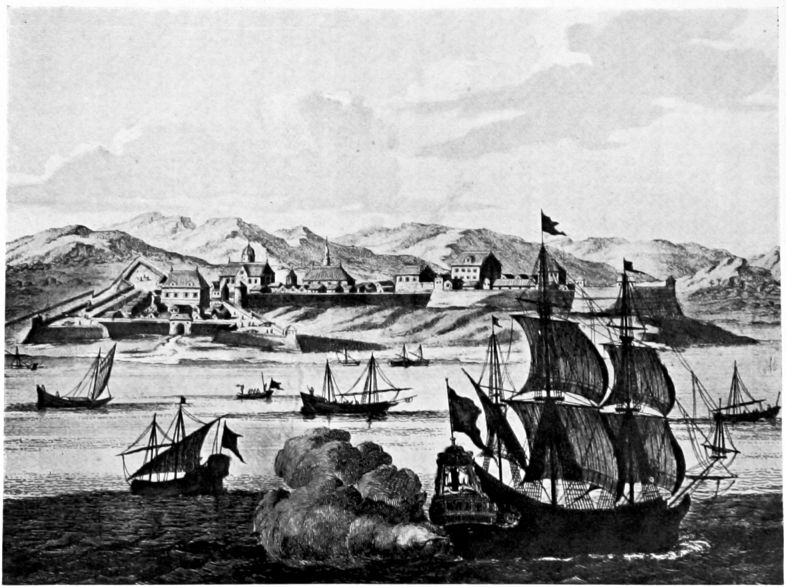
Nombre de Dios, Panama – fiktive(?) Ansicht um 1670

Nombre de Dios (= „Name Gottes“) ist eine Stadt an der Atlantikküste und befindet sich im Bezirk Santa Isabel in der Provinz Colón des mittelamerikanischen Staates Panama, nahe der Mündung des Río Chagres. Im Jahr 2010 zählte der Ort 1.130 Einwohner.

## Geschichte
Nombre de Dios war eine der ersten von Europäern gegründeten Siedlungen auf dem amerikanischen Kontinent. Die Stadt wurde 1510 von Diego de Nicuesa gegründet. Die spanischen Kolonisten hatten mit Hunger, Epidemien und feindlichen Indianern zu kämpfen, so dass die Kolonie zwischenzeitlich verlassen wurde. Nach der Eroberung Perus gewann die Stadt Bedeutung als atlantischer Verschiffungshafen am mittelamerikanischen Isthmus. Das Silber, das am Cerro Rico bei Potosí im heutigen Bolivien abgebaut wurde, wurde in jährlichen Maultier- und Eselskarawanen zu einem Pazifikhafen transportiert, entlang der Pazifikküste nordwärts gen Panama verschifft und an Land über den Isthmus transportiert, um von Nombre de Dios aus per Schiff über den Atlantik nach Spanien zu reisen. Militärlogistisch war Nombre de Dios eine Schwachstelle der kolonialspanischen Infrastruktur zur Silberausbeute.
Im Jahr 1573 plünderte Francis Drake mit einer bunt zusammengewürfelten Mannschaft den spanischen Silberzug in der Nähe der in sumpfiger Gegend gelegenen und nicht zu befestigenden Stadt. 
Schon im 17. Jahrhundert wurde der malade Ort zugunsten Puerto Bellos aufgegeben. Er besteht heute wieder als kleine Stadt.

## Literarische Rezeption
Der Ort und Francis Drakes Sterben sind in dem Werk des von Peter Miller zusammengefassten Tagebuchs des Seemanns Heinrich Hasebeck, Gasparan oder die letzte Fahrt des Francis Drake, beschrieben.